# 上野義美
上野 義美（うえの よしみ）は、日本の音楽プロデューサー、イベントプロデューサー。スパイラルアーツ代表、BOSSATRONICA代表を務める。

## 年譜
- 北海道・ニセコ出身。上京後、新宿のキャバレーでドラマーとして活動を始める。ミュージシャンを経て、小沢音楽事務所系列のアルト企画で「リッキー&960ポンド」（亀淵友香、前野曜子が在籍）、佐川満男のマネージャーとなる。
- 1976年12月 - ロックバンド「BOWWOW」をデビューさせる。
  - アメリカのモンキーズのようにメンバーは全員上野がオーディションによって集める。
  - メンバーに参考に聴かせたのがディープパープルの「ハイウェイスター」とベイシティローラーズの「Bye Bye Baby」だった。
  - プロモーションで日本初のステージトラックを開発、話題を呼ぶ。
  - デビューに関して、上野義美が協力を依頼したのが、音楽評論家の渋谷陽一であった。渋谷はNHKの「ヤングジョッキー」で日本人初めてのスタジオライブを行う。
  - 日本青年館で行ったワンコインコンサートに3,000人が殺到。急遽、渋谷公会堂での追加コンサートを企画。大盛況を納める。
  - ファーストアルバムは当時としては異例の12,000枚というプレスにもかかわらず即日品切れとなった。

- 1980年9月 - 陣内孝則率いる「ザ・ロッカーズ」を博多でスカウト、「めんたいロック」というキャッチーコピーを冠し、デビュー前に音楽雑誌「Player」の表紙を飾り話題になる。しかし、レコードの売り上げ枚数は伸び悩んだため、上野が思案。歌心をつけるためと称して、1982年にオフ・ブロードウェイでミュージカル化され1984年に日本で初演されることになった『リトル・ショップ・オブ・ホラーズ』に陣内を出演させる。最初は抵抗していた陣内だが、メーンアクト以外の役、7役を早変わりするという役を演じ、中でも暴走族でサディスティックな歯科医役が話題になる（舞台を観にきていた脚本家の倉本聰が陣内の演技に興味をいだき、1986年にフジテレビ系のテレビドラマ『ライスカレー』の時任三郎の相手役に抜擢。陣内にとってターニングポイントになる）。 ロッカーズ解散後、陣内は役者に転向する。

- 1982年8月 - 原宿でハワイの放送局「KIKI」（現:KHJZ）のエアーチェックをしたカセットテープが売られているのをヒントに微弱電波を使ったミニFM放送局を考え付き、青山に日本初の[要検証 – ノート]ミニFM局「KIDS RADIO STATION」（通称：KIDS）を立ち上げる[1]。
  - 「ココナッツ・ボーイズ」（C-C-Bの前身）、「パイナップルボーイズ」、「オレンジ・シスターズ」などがデビューするきっかけとなる。
  - 2012年9月19日 - 1982年にKIDS自主制作の企画カセット・テープ（1983年にはLPレコードとして発売）として発売された『RASPBERRY AVENUE』が、CD化。『KIDS PRESENTS “RASPBERRY SOUND”』（レーベル:SUPER FUJI DISCS、ASIN:B008TSPIIY）のタイトルで発売。
  - 専属DJだった者も、のちにニッポン放送、テレビ神奈川などで番組を持つことになる。
  - 中山美穂 織田裕二主演 監督：馬場康夫『波の数だけ抱きしめて』（湘南にあるミニFMが舞台の映画）のフォーマットの一つになった（1991年公開映画）。
- 1984年8月 - 鎌倉の材木座海岸でアマチュアの登竜門、マリンブルー音楽祭を立ち上げ、徳永英明、山本英美を発掘する。
- 原宿のCOXYビルに車（マツダ、フェスティバ）を時計仕掛けにして、壁を登らせ話題になる。
- 1985年 - 第一回日本スカイダイビング（フォーメーション）選手権を、黒羽スプリングスで行う。
- 1985年10月 - 原宿東郷神社内特設テントでアマチュアロックミュージカル「はらじゅくグラフィティ」をプロデュース。デビュー前の徳永英明、七瀬なつみ（滝沢美千代）が準主役で出演。
- 1990年9月 - スパイラルアーツを立ち上げ「筋肉少女帯」、大槻ケンヂ、松本英子を見出す。
- 2004年9月 - ゴスロリユニット「黒色すみれ」をプロデュース。「ぜんまい少女箱人形」でCDデビュー。
- 2008年11月 - ボサノヴァ、ジャズ、ポップスをエレクトロニカでまとめたスタイリッシュジャズ『BOSSATRONICA』を立ち上げる。Ryu Miho（リュウミホ）をプロデュース（2009年デビューアルバム「woman with LOVE」リリース、2012年「…and you will find me」でメジャーデビュー）。